# Garnalenpasta

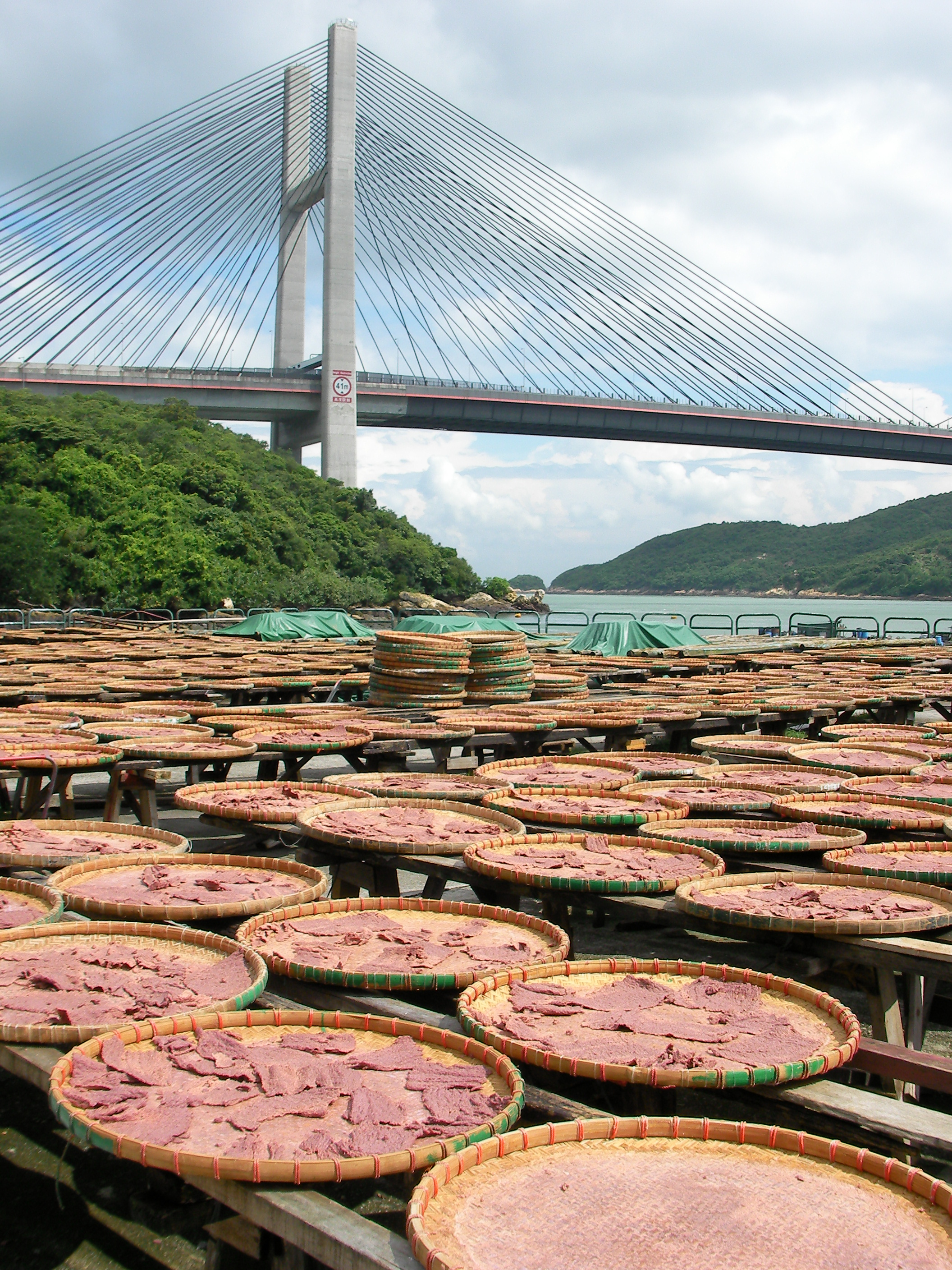
Garnalenpasta wordt tijdens de fabricage onder andere te drogen gelegd in de zon

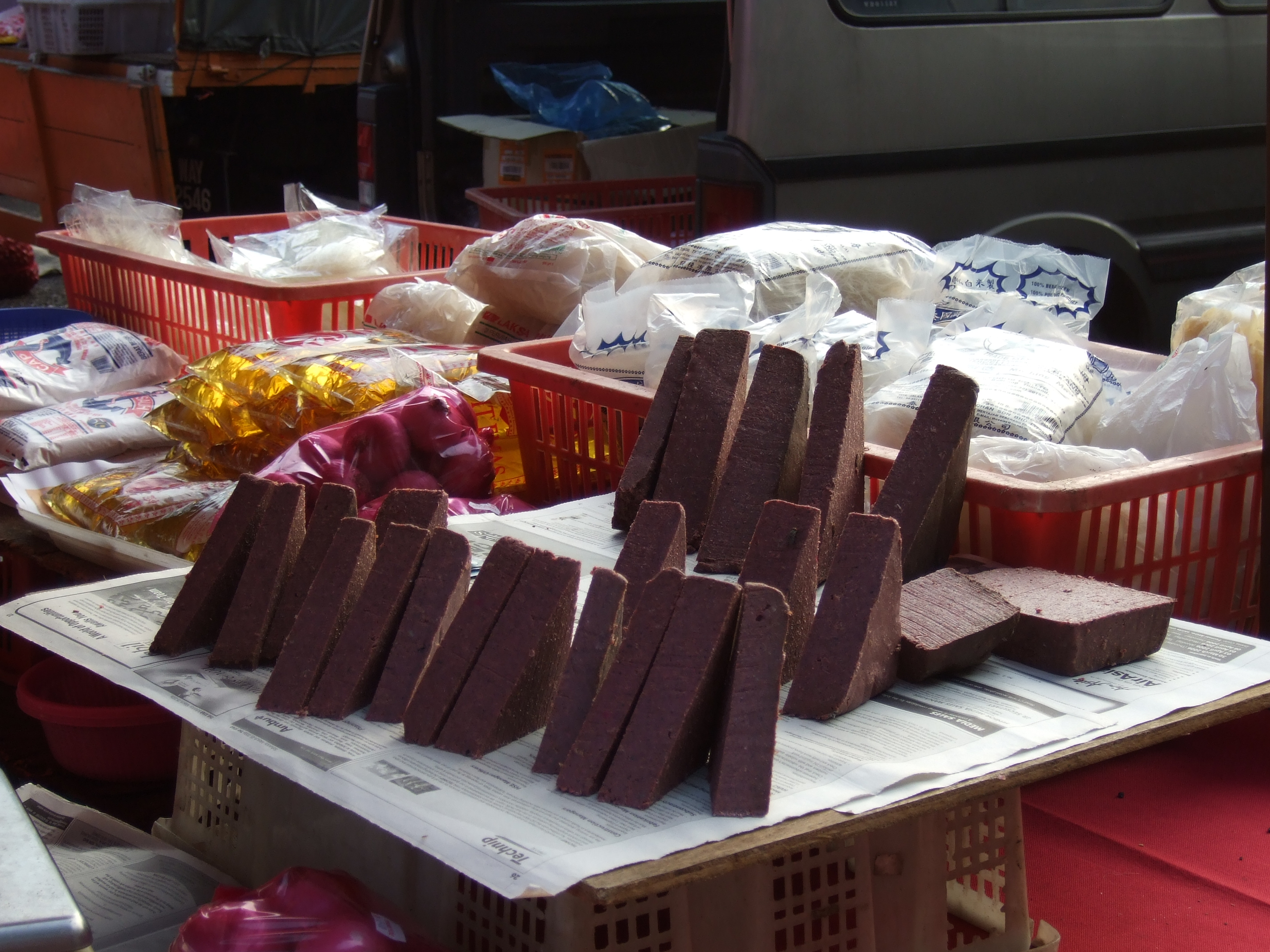
Verse belacan op een markt in Maleisië

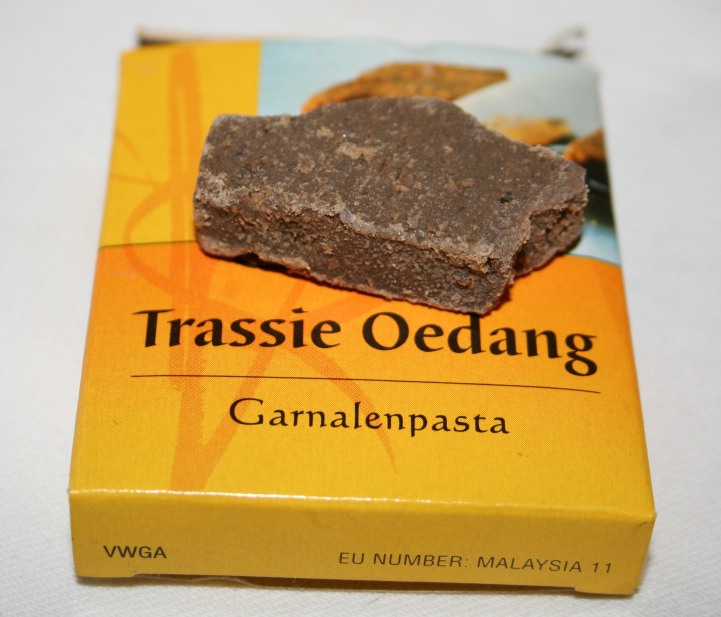
Trassie Oedang, garnalentrassie

Garnalenpasta is een veelvoorkomend ingrediënt van de Zuidoost-Aziatische keuken en de Zuid-Chinese keuken. Garnalenpasta is het resultaat van de gecontroleerde fermentatie van (al dan niet vermalen) garnalen. De geur ervan kan zeer penetrant zijn voor wie dit niet gewend is. Het kan enigszins vergeleken worden met Munster kaas. Garnalenpasta's zijn essentiële ingrediënten in veel gerechten in Cambodja, de Filipijnen, Indonesië, Maleisië, Suriname, Thailand en Vietnam. Het wordt verwerkt in, bijvoorbeeld, curries in Thailand, salades in Maleisië en Indonesië en in veel Surinaams-Javaanse gerechten uit de Surinaamse keuken. In alle landen in Zuidoost-Azië ziet men het vaak verwerkt als ingrediënt voor dipsauzen voor vis of groente. Het wordt ook veel gebruikt als ingrediënt bij condimenten die als basis gemalen chilipepers hebben, zoals de sambal trassi uit de Indonesische keuken of de nam prik kapiek uit de Thaise keuken.

## Inleiding
Garnalenpasta's worden al eeuwenlang in Zuidoost-Azië en Zuid-China gemaakt. Er bestaan, in principe, twee vormen van garnalenpasta: een ondoorzichtige variant die in Indonesië, Nederland en Suriname trassi(e) wordt genoemd en een doorzichtige, gelatineuze variant die in de Chinese Min Nan taal heh kou en in het Maleis en Indonesisch petis udang wordt genoemd.
In het productieproces van de ondoorzichtige variant worden rauwe garnalen (meestal eerst) vermalen en met zout (en soms suiker) vermengd, waarna de resulterende pasta wordt gefermenteerd. Tijdens of na de fermentatieperiode wordt het gedroogd in de zon. De meeste Indonesische en Maleisische garnalenpasta's worden dan tot koeken samengeperst en eventueel verder te drogen gelegd. Bij de Chinese en Thaise garnalenpasta's worden de gedroogde koeken eerst weer vermalen tot een pasteuze brij voordat zij verkocht worden.

Bij de doorzichtige variant worden fijn vermalen garnalen eerst vermengd met zout, suiker en bloem waarna het wordt gefermenteerd tot een pasta. Deze stroperige, doorzichtige, variant wordt natuurlijk niet gedroogd.
Beide varianten kunnen het beste bewaard worden in een goed afgesloten potje (glas of PET).
Traditionele garnalenpasta's zijn, door hun hoge zoutgehalte, lang houdbaar en kunnen zeer goed op kamertemperatuur bewaard worden. Ze werden ontwikkeld in tropische landen, ver voor de tijd van machinale koeling.

## Trassi
Deze vorm van garnalenpasta is de bekendste variant in Nederland en Suriname en wordt genoemd bij zijn Indonesische naam. Het staat bekend als trassi, terasi of terasie in het Indonesisch, kapi of kapiek in het Thai, belacan, belachan, blachang of balachong in het Maleisisch, bagoong, alamang of aramang in het Filipijns, mam-ruoc in het Vietnamees, kapi in het Cambodjaans en hom-ha in het Kantonees. De import van vis en garnalen, en ook van trassi, in de Europese Unie is gebonden aan voorschriften. Dit houdt in dat de exporteur een gezondheidscertificaat moet overleggen.

### Varianten
Er worden in principe drie varianten van trassi aangeboden:
- Geleverd als een geperste koek, variërend van stevig-pasteus tot semi-droog zoals gebruikelijk is in Maleisië en Indonesië.
- Verkocht als een meer pasteuze massa zoals gebruikelijk is in China, Thailand en Vietnam.
- Een droge gemalen (poeder)variant die, doordat het voorgemalen is en, afhankelijk van de fabrikant, mogelijk versneden wordt met vulstoffen, veel van zijn geur en smaak verloren heeft en daardoor van een mindere kwaliteit is.

Deze laatste, gemalen, variant is niet traditioneel, maar wel gemakkelijk in het gebruik omdat het strooibaar is. Het is daardoor minder geschikt voor het maken van sommige gerechten en condimenten zoals sambal trassi waarvoor men alleen de semi-droge en pasteuze varianten kan gebruiken. De pasteuze trassies kan men direct toevoegen aan een gerecht tijdens het kookproces. De semi-droge trassies (maar dat geldt eigenlijk ook voor de meer pasteuze varianten) kan men het beste, voordat het gebruikt wordt, losjes in een stuk aluminiumfolie wikkelen en deze eerst enkele minuten roosteren over een vlam (bijvoorbeeld gelegen op een warmhoudplaatje) zodat de geuren goed vrijkomen. Traditioneel wordt het daarna in een vijzel vermalen als onderdeel van de bereiding maar tegenwoordig wordt bij de bereiding van sambals, boemboe's (mengsels van specerijen, kruiden en (vaak) ui of knoflook) en currypasta's, steeds vaker een keukenmachine gebruikt.
Rauwe trassi leent zich niet voor directe consumptie. Het moet eerst geroosterd of meegekookt worden. Het kan bijvoorbeeld, losjes in een stuk aluminiumfolie gewikkeld, enkele minuten geroosterd worden over een vlam (bijvoorbeeld gelegen op een warmhoudplaatje) totdat de geuren goed vrijkomen. Trassi bakar is al geroosterd.
In Myanmar (het vroegere Birma) kookt men de gefermenteerde garnalen met uien, groenten en specerijen tot een grijsgroene bouillon-achtige saus, die bij elke maaltijd op tafel staat. Soms, in arme families, is die saus het hoofdgerecht en ook de voornaamste bron van eiwit.

### Productie
Langs de uitgestrekte kusten van Zuidoost-Azië, maar ook langs de kust van Zuid-China, wordt in vele dorpen en steden trassi gemaakt. De productie is voornamelijk bestemd voor de eigen interne markt. Zuidoost-Azië heeft een totale bevolking van rond de 500 miljoen inwoners en die delen van Zuid-China waar Chinese trassi wordt gegeten (voornamelijk in de provincie Guangdong) heeft een interne markt van 113 miljoen inwoners. Deze gebieden zijn verantwoordelijk voor de productie van nagenoeg alle trassi die in de wereld verkocht wordt. In Suriname wordt trassi op kleinschalige wijze geproduceerd door boeren van Javaanse afkomst.
De productiemethode verschilt van plaats tot plaats en heeft in Zuidoost-Azië vaak een eeuwenoude geschiedenis. Over het algemeen wordt het bereid door kleine vissers en hun familie aan de zeekusten. De verse garnalen worden sterk gezouten. Deze massa laat men afwisselend 's nachts in aardewerk potten fermenteren, terwijl het overdag in de tropenzon wordt uitgespreid om te drogen. Na verloop van een aantal dagen ontstaat een dikke donkerpaarse of bruine brij. Men laat de brij rijpen en verder indrogen in de zon en perst het ten slotte vaak tot koeken. Met zeer kleine garnaaltjes duurt dit proces een dag of drie. Grotere garnalen hebben langere tijd nodig. Die laat men voor het drogen enkele dagen fermenteren om hun schaal zacht te maken en tijdens het drogen worden ze vermalen of fijngestampt. In sommige streken wordt ook nog suiker toegevoegd en eventueel kruiden of specerijen.
Chinese en Thaise trassi is meestal minder gedroogd dan Indonesische en Maleisische soorten; het heeft een haast fijnkorrelige structuur zoals leverpaté. Originele Indonesische trassi is minder droog dan het exportproduct dat in Europa te koop is.
Door de fermentatie en het hoge zoutgehalte is trassi ook zonder koeling lang houdbaar.

### Geur
Zoals opgemerkt is de geur van trassi penetrant. Dit opvallende kenmerk van de garnalenpasta werd in 1972 onderzocht aan de Wageningen Universiteit. In dit onderzoek werden 138 vluchtige stoffen geïdentificeerd die bijdragen aan de geur; de grootste groepen bestonden uit stoffen met een carbonylgroep en pyrazines.

## Petis udang
Deze, van origine Chinese, garnalenpasta wordt in de Chinese Min Nan talen heh kou genoemd. In Maleisië en Indonesië heet het petis udang en die naam is met de naar Nederland geëmigreerde Indo's en Indonesiërs in de Nederlandse taal het meest gebruikelijk. Het is een lichtzoete, donkerbruine pasta met de consistentie van dikke appelstroop en het kan absoluut niet als substituut voor trassi dienen. De geur ervan is welhaast penetranter dan die van trassi en de smaak en consistentie is compleet anders. Het wordt onder andere gebruikt voor Penang laksa (een lichtzure vissoep met noedels en munt) en bepaalde soorten rojak/rujak (Maleisische en Indonesische salades waarin, naast groenten, onder andere fruit wordt verwerkt).